# غريغ دانر
غريغ دانر (بالإنجليزية: Greg Danner)‏ هو ملحن أمريكي، ولد في 16 مايو 1958.